# Rocco Sampogna
Rocco Sampogna (Potenza, 13 giugno 1947) è un politico italiano.

## Biografia
Nato a Potenza nel 1947, ha militato politicamente nelle file della Democrazia Cristiana, ed è stato eletto più volte consigliere comunale nella sua città. Nel luglio 1990 è stato eletto sindaco di Potenza, ultimo sindaco prima dell'elezione diretta, rimanendo in carica fino al marzo 1995.